# Kusonje
 Ovo je glavno značenje pojma Kusonje. Za druga značenja pogledajte Kusonje (razdvojba).
Kusonje su naselje u sastavu Grada Pakraca (Požeško-slavonska županija). Prema popisu iz 2001. imaju 200 stanovnika.

## Zemljopis
Kusonje se nalazi istočno od Pakraca s kojim su spojene, na cesti prema Požegi.

## Stanovništvo
Prema popisu stanovništva iz 2011. godine Kusonje su imale 308 stanovnika.
| broj stanovnika | 432   | 480   | 523   | 598   | 767   | 909   | 886   | 916   | 450   | 519   | 658   | 744   | 1047  | 1101  | 200   | 308   | 257   |
|                 | 1857. | 1869. | 1880. | 1890. | 1900. | 1910. | 1921. | 1931. | 1948. | 1953. | 1961. | 1971. | 1981. | 1991. | 2001. | 2011. | 2021. |

## Šport
U naselju je postojao nogometni klub NK Mladost Kusonje